# 阿隆维尔
阿隆维尔（法語：Allonville，法語發音：[alɔ̃vil]）是法国上法兰西大区索姆省的一个市镇，位于该省中部，省会亚眠市区东北，属于亚眠区。

## 地理
阿隆维尔（49°56'27"N, 2°21'45"E）面积10.37 平方千米，位于法国上法蘭西大區索姆省，该省份为法国北部沿海省份，北起加来海峡省和北部省，西接滨海塞纳省和大西洋英吉利海峡，南至瓦兹省，东临埃纳省。
与阿隆维尔接壤的市镇（或旧市镇、城区）包括：圣格拉蒂安、亚眠、卡蒙、卡尔多内特、普兰维尔、凯里约、里沃里。
阿隆维尔的时区为UTC+01:00、UTC+02:00（夏令时）。

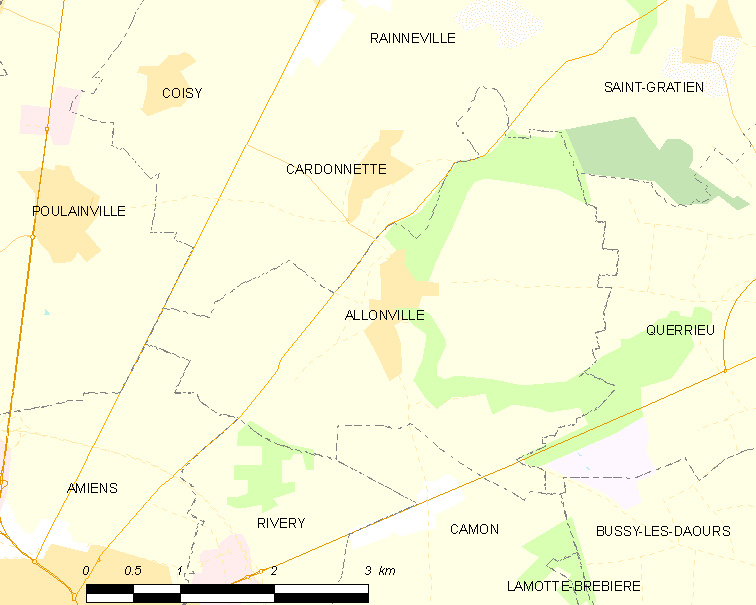
阿隆维尔的OSM定位图

## 行政
阿隆维尔的邮政编码为80260，INSEE市镇编码为80020。

## 政治
阿隆维尔所属的省级选区为亚眠第二县。

## 人口

1962-2008年间阿隆维尔人口变化图示

阿隆维尔于2022年1月1日时的人口数量为777人。